# Scatimus ovatus
Scatimus ovatus là một loài bọ cánh cứng trong họ Bọ hung (Scarabaeidae).